# Gisement préhistorique de Sermoyer
Le gisement préhistorique de Sermoyer est un gisement préhistorique situé à Sermoyer, en France.

## Présentation
Le gisement est situé dans le département français de l'Ain, sur la commune de Sermoyer. Le gisement est classé au titre des monuments historiques en 1978.